# Hrabstwo Cherokee (Oklahoma)

Piramida wieku mieszkańców hrabstwa

Cherokee – hrabstwo w stanie Oklahoma w USA. Założone w 1907 roku. Populacja liczy 42 521 mieszkańców (stan według spisu z 2000 roku).
Powierzchnia hrabstwa to 2010 km² (w tym 65 km² stanowią wody). Gęstość zaludnienia wynosi 22 osoby/km².

## Miasta
- Hulbert
- Oaks
- Tahlequah

## CDP
- Briggs
- Dry Creek
- Eldon
- Gideon
- Grandview
- Keys
- Lost City
- Park Hill
- Peggs
- Pettit
- Scraper
- Shady Grove
- Steely Hollow
- Tenkiller
- Teresita
- Welling
- Woodall
- Zeb